# Mari Slaattelid
Mari Slaattelid, född 23 juli 1960 i Notudden, är en norsk konstnär, främst målare men också fotograf, skulptör och konceptkonstnär
Mari Slaattelid utbildade sig på Bergens Kunsthåndverksskole 1979-83, Kunstakademie Düsseldorf 1983-84, Vestlandets Kunstakademi i Bergen 1985-87 samt Statens Kunstakademi i Oslo 1987-89. Hon har också studerat konstvetenskap på Universitetet i Bergen 1984-85. 
Mari Slaattelid experimenterar i sitt måleri med formella och konsthistoriska aspekter på målning. Hon är influerad av bland andra Gerhard Richter i sin ytbehandling i tidiga arbeten. Hon blandar ofta olika tekniker i samma konstverk, som måleri och fotografi, och använder sig av skiftande underlag får målning, som plexiglas, MDF-skivor och aluminium.
Hon vann Carnegie Art Awards första pris 2000 för konstverken Protective och Reading woman. Protective är en serie på fyra fotografier av dottern Åsne, i vilka Mari Slaattelid smälter samman vardagsritualer med frågor om hur vi väljer att låta avbilda oss.  Flickan är fotograferad rakt framifrån och har en vit sminkad mask som delvis är beskyddande, delvis ger en förfulande bild av hennes ansikte.
Mari Slaattelid bor och arbetar i Oslo.

## Offentliga verk i urval
- Tak med bemålad glasmosaik, 39 kvadratmeter, 2009, i det cirkulära Kirkerommet i Akershus universitetssykehus i Oslo
- Protective, fyra fotografier, i D4 på Campus Gimlemoen på Universitet i Agder